# Mezzago
Mezzago is een gemeente in de Italiaanse provincie Monza e Brianza (regio Lombardije) en telt 3588 inwoners (31-12-2004). De oppervlakte bedraagt 4,2 km², de bevolkingsdichtheid is 861.28 inwoners per km².
De volgende frazioni maken deel uit van de gemeente: Cascina Orobona.

## Demografie
Mezzago telt ongeveer 1457 huishoudens. Het aantal inwoners steeg in de periode 1991-2001 met 23,1% volgens cijfers uit de tienjaarlijkse volkstellingen van ISTAT.
| Jaar | Inwoneraantal |
| ---- | ------------- |
| 1991 | 2848          |
| 2001 | 3506          |

## Geografie
Mezzago grenst aan de volgende gemeenten: Cornate d'Adda, Sulbiate, Bellusco, Busnago.

## Geboren
- Angelo Colombo (1961), voetballer